# 小行星5603
小行星5603（英語：5603 Rausudake）是一颗围绕太阳公转的小行星。1992年2月5日，圓舘金、渡邊和郎在北见发现了此天体。
这颗小行星的绝对星等为20.00115等。